# Knut Aastad Bråten
Knut Aastad Bråten (* 1976) ist ein norwegischer Journalist und Politiker der sozialliberalen Partei Venstre. Von Januar bis Mai 2020 war er Staatssekretär im Kulturministerium.

## Leben
Bråten studierte ab 1996 Ethnologie, Geschichte und Politikwissenschaft an der Universität Oslo. 2006 erlangte er einen Universitätsabschluss im Fach Kulturgeschichte. Bereits ab 2003 arbeitete er als freier Journalist für unterschiedliche Publikationen. In der Zeit von 2007 bis 2013 war er Redakteur bei der Zeitschrift Folkemusikk, die Themen rund um Volksmusik und Volkstanz behandelt. Anschließend wurde er Redakteur bei Syn og Segn, einer vierteljährlich erscheinenden Kultur- und Politikzeitschrift. Ab 2019 war er zudem als Kolumnist für die Tageszeitung Nationen tätig. Bråten war außerdem mehrfach als Musiklehrer eingesetzt, von 2011 bis 2012 unterrichtete er etwa an der Norwegischen Musikhochschule.
In der Zeit von 1998 bis 2015 gab er mit seinem Bruder Ole mehrere Musik-CDs heraus. Für das 2015 erschienene Werk Til Ragna war er für den Spellemannprisen in der Kategorie Volksmusik nominiert. Er spielt das Instrument Langeleik. Mit seinem Partner, dem Journalisten und ehemaligen Høyre-Staatssekretär Knut Olav Åmås, veröffentlichte er das Buch New York –  100 unike opplevelser (deutsch: New York –  100 einzigartige Erlebnisse).
Von 2016 bis 2019 war er Mitglied im Kommunalparlament von Nord-Aurdal. Am 24. Januar 2020 wurde er zum Staatssekretär in der Regierung Solberg ernannt, wo er im Kulturministerium unter Minister Abid Raja eingesetzt war. Am 7. Mai 2020 gab er seinen Rückzug bekannt. Im November 2020 wurde bekannt gegeben, dass er Geschäftsführer des Volksmusikfestivals Jørn Hilme-stemnet werde.